# Artigo Terceiro da Constituição dos Estados Unidos
O Artigo Terceiro da Constituição dos Estados Unidos estabelece o poder judiciário do governo federal dos EUA. De acordo com ele, o Poder Judiciário consiste na Suprema Corte dos Estados Unidos, bem como em tribunais inferiores criados pelo Congresso. Além disso, o Artigo Terceiro autoriza os tribunais a lidar com casos ou controvérsias decorrentes de leis federais, bem como outras áreas enumeradas, e define traição.
A Seção 1 do Artigo Terceiro confere o poder judicial dos Estados Unidos a "uma Suprema Corte", bem como a "tribunais inferiores" criados pelo Congresso. A Seção 1 autoriza a criação de tribunais inferiores, mas não a exige; os primeiros tribunais federais inferiores foram estabelecidos logo após a ratificação da Constituição com a Lei do Judiciário de 1789. A Seção 1 também estabelece que os juízes federais não têm limites de mandato e que o salário de um juiz individual não pode ser reduzido. O Artigo Terceiro não define o tamanho da Suprema Corte nem estabelece cargos específicos na corte, mas o Artigo Primeiro estabelece o cargo de presidente da Suprema Corte. Juntamente com as Cláusulas de Aquisição do Artigo Primeiro e do Artigo Segundo, a Cláusula de Aquisição do Artigo Terceiro estabelece a separação de poderes entre os três poderes do governo.
A Seção 2 do Artigo Terceiro delineia o poder judiciário federal. A Cláusula de Caso ou Controvérsia restringe o poder judiciário a casos e controvérsias reais, o que significa que o poder judiciário federal não se estende a casos hipotéticos ou que sejam proscritos devido a questões de legitimidade ou maturidade. O trecho afirma que o poder do judiciário federal se estende a casos decorrentes da Constituição, leis federais, tratados federais, controvérsias envolvendo vários estados ou potências estrangeiras e outras áreas enumeradas. A Seção 2 dá à Suprema Corte jurisdição original quando embaixadores, funcionários públicos ou os estados são parte no caso, deixando a Suprema Corte com jurisdição de apelação em todas as outras áreas às quais a jurisdição do judiciário federal se estende. A Seção 2 também dá ao Congresso o poder de retirar a jurisdição de apelação da Suprema Corte e estabelece que todos os crimes federais devem ser julgados por um júri. A Seção 2 não concede expressamente ao judiciário federal o poder de revisão judicial, mas os tribunais têm exercido esse poder desde o caso Marbury v. Madison, de 1803.
A Seção 3 do Artigo Terceiro define traição e dá poderes ao Congresso para punir a traição. O trecho também exige que pelo menos duas testemunhas atestem o ato de traição ou que o indivíduo acusado de traição confesse em tribunal aberto. Ela limita as formas pelas quais o Congresso pode punir os condenados por traição.

## Histórico
Diferentemente dos Artigos da Confederação, a Constituição dos EUA separou os poderes legislativo, executivo e judiciário. Essa ideia é mais frequentemente atribuída a Montesquieu. Embora não seja o criador, o texto de Montesquieu sobre a separação de poderes em O Espírito das Leis foi influente na Constituição dos EUA.

## Seção 1: Tribunais federais
A Seção 1 é uma das três cláusulas de investidura da Constituição dos Estados Unidos, que atribui o poder judiciário dos Estados Unidos aos tribunais federais, exige a suprema corte, permite tribunais inferiores, exige a posse de bom comportamento para os juízes e proíbe a redução dos salários dos juízes.
O Poder Judiciário dos Estados Unidos será investido em uma Suprema Corte e em Cortes inferiores que o Congresso possa, de tempos em tempos, ordenar e estabelecer. Os juízes, tanto da Suprema Corte quanto das Cortes inferiores, ocuparão seus cargos durante o bom comportamento e receberão, em épocas determinadas, por seus serviços, uma remuneração que não será reduzida durante sua permanência no cargo.
O relatório do Comitê de Detalhes tem uma redação ligeiramente diferente:
O Poder Judiciário dos Estados Unidos deverá ser investido em uma Suprema Corte e em Cortes Inferiores que deverão, quando necessário, ser constituídas periodicamente pela Legislatura dos Estados Unidos.

### Cláusula 1: Atribuição do poder judiciário e número de tribunais
O Artigo Terceiro autoriza a existência de uma Suprema Corte, mas não define o número de juízes que devem ser nomeados para ela. O Artigo Primeiro, Seção 3, Cláusula 6, refere-se a um "Juiz-Chefe da Suprema Corte" (que deverá presidir o julgamento de impeachment do Presidente dos Estados Unidos). Desde a promulgação da Lei Judiciária de 1869, o número de juízes foi fixado em nove: um presidente da Suprema Corte e oito juízes associados.
Em várias ocasiões, foram feitas propostas para organizar a Suprema Corte em painéis separados; nenhuma obteve amplo apoio, portanto, a constitucionalidade da divisão é desconhecida. Em uma carta de 1937 para o Senador Burton Wheeler durante o debate da Lei de Reforma dos Procedimentos Judiciais, o Juiz-Chefe Charles Evans Hughes escreveu: "a Constituição não parece autorizar duas ou mais Supremas Cortes funcionando de fato como tribunais separados".
A Suprema Corte é o único tribunal federal explicitamente estabelecido pela Constituição. Durante a Convenção Constitucional, foi feita uma proposta para que a Suprema Corte fosse o único tribunal federal, com jurisdição original e jurisdição de apelação, mas ela foi rejeitada em favor da disposição que existe atualmente.  A Suprema Corte interpretou essa disposição como uma autorização para que o Congresso criasse tribunais inferiores de acordo com o Artigo III, Seção 1, e o Artigo I, Seção 8. Os tribunais do Artigo Terceiro, que também são conhecidos como "tribunais constitucionais", foram criados pela primeira vez pela Lei Judiciária de 1789 e são os únicos tribunais com poder judicial. Os tribunais do Artigo Primeiro, que são conhecidos como "tribunais legislativos", consistem em agências reguladoras, como o Tribunal Tributário dos Estados Unidos.
Em certos tipos de casos, os tribunais do Artigo Terceiro podem exercer jurisdição de apelação sobre os tribunais do Artigo Primeiro. No caso Murray's Lessee v. Hoboken Land & Improvement Co. (1856), a Suprema Corte considerou que "há questões legais, envolvendo direitos públicos, que podem ser apresentadas de tal forma que o poder judiciário é capaz de agir sobre elas" e que são suscetíveis de revisão por um tribunal do Artigo Terceiro. Posteriormente, em Ex parte Bakelite Corp. (1929), a Suprema Corte declarou que os tribunais do Artigo Primeiro "podem ser criados como tribunais especiais para examinar e determinar várias questões que surgem entre o governo e outros, que, por sua natureza, não exigem determinação judicial, mas são suscetíveis a ela". Outros casos, como os de falência, foram considerados como não envolvendo determinação judicial e, portanto, podem ser levados aos tribunais do Artigo Primeiro. Da mesma forma, vários tribunais no Distrito de Colúmbia, que estão sob a jurisdição exclusiva do Congresso, são tribunais do Artigo Primeiro em vez de tribunais do Artigo Terceiro. Esse artigo foi expressamente estendido ao Tribunal Distrital dos Estados Unidos para o Distrito de Porto Rico pelo Congresso dos EUA por meio da Lei Federal 89-571, assinada pelo Presidente Lyndon B. Johnson em 1966. Isso transformou o tribunal territorial do Artigo Quarto dos Estados Unidos em Porto Rico, criado em 1900, em um tribunal distrital judicial federal do Artigo Terceiro.
O Projeto de Lei de Reforma dos Procedimentos Judiciais de 1937, frequentemente chamado de plano de empacotamento de tribunais, foi uma iniciativa legislativa para adicionar mais juízes à Suprema Corte proposta pelo Presidente Franklin D. Roosevelt logo após sua vitória na eleição presidencial de 1936. Embora o projeto de lei tivesse como objetivo geral revisar e modernizar todo o sistema judiciário federal, sua disposição central e mais controversa teria concedido ao Presidente o poder de nomear mais um juiz para a Suprema Corte para cada juiz em exercício com mais de 70 anos de idade, até um máximo de seis.
A Constituição é omissa quando se trata de juízes de tribunais que foram abolidos. A Lei do Judiciário de 1801 aumentou o número de tribunais para permitir que o presidente federalista John Adams nomeasse vários juízes federalistas antes de Thomas Jefferson assumir o cargo. Quando Jefferson se tornou presidente, o Congresso aboliu vários desses tribunais e não fez nenhuma provisão para os juízes deles. O Código Judicial de 1911 aboliu o circuito e transferiu a autoridade e a jurisdição dos tribunais de circuito para os tribunais distritais.

### Cláusula 2: Posse
A Constituição estabelece que os juízes "exercerão seus cargos durante o bom comportamento". O termo "bom comportamento" é interpretado como se os juízes pudessem servir até o fim de suas vidas, embora possam renunciar ou se aposentar voluntariamente. Um juiz também pode ser destituído por impeachment e condenado pelo voto do Congresso; isso ocorreu quatorze vezes. Três outros juízes, Mark W. Delahay, George W. English e Samuel B. Kent, optaram por renunciar em vez de passar pelo processo de impeachment.

### Cláusula 3: Salários
A remuneração dos juízes não pode ser reduzida, mas pode ser aumentada, durante sua permanência no cargo.

## Seção 2: Poder judiciário, jurisdição e julgamento por júri
A Seção 2 delineia o poder judiciário federal e coloca esse poder em execução ao conferir jurisdição original e também jurisdição de apelação à Suprema Corte. Além disso, essa seção exige julgamento por júri em todos os casos criminais, exceto nos casos de impeachment.
O poder judiciário se estenderá a todos os casos, em direito e equidade, decorrentes desta Constituição, das leis dos Estados Unidos e dos tratados feitos ou que serão feitos sob sua autoridade; a todos os casos que afetem embaixadores, outros ministros públicos e cônsules; a todos os casos de jurisdição marítima e almirantado; em controvérsias nas quais os Estados Unidos sejam parte; em controvérsias entre dois ou mais Estados; entre um Estado e cidadãos de outro Estado; entre cidadãos de diferentes Estados; entre cidadãos do mesmo Estado que reivindicam terras concedidas por diferentes Estados, e entre um Estado, ou seus cidadãos, e Estados, cidadãos ou súditos estrangeiros.
Em todos os casos que afetem embaixadores, outros ministros públicos e cônsules, e naqueles em que um Estado seja parte, a Suprema Corte terá jurisdição original. Em todos os outros casos mencionados anteriormente, a Suprema Corte terá jurisdição de apelação, tanto em relação à lei quanto aos fatos, com as exceções e sob os regulamentos que o Congresso estabelecer.

O julgamento de todos os crimes, exceto em casos de impeachment, deverá ser feito por júri; e esse julgamento deverá ser realizado no Estado onde os referidos crimes foram cometidos; mas quando não forem cometidos em nenhum Estado, o julgamento deverá ocorrer no local ou locais que o Congresso determinar por lei.

### Cláusula 1: Casos e controvérsias
A Cláusula 1 da Seção 2 autoriza os tribunais federais a ouvir apenas casos e controvérsias reais. Seu poder judiciário não se estende a casos hipotéticos ou que sejam proibidos devido a questões de legitimidade ou maturidade. Em geral, um caso ou controvérsia requer a presença de partes adversas que tenham um interesse genuíno em jogo no caso. No caso Muskrat v. Estados Unidos (1911), a Suprema Corte negou jurisdição a casos apresentados de acordo com uma lei que permitia que certos nativos americanos entrassem com uma ação contra os Estados Unidos para determinar a constitucionalidade de uma lei que alocava terras tribais. Os advogados de ambas as partes deveriam ser pagos pelo Tesouro federal. A Suprema Corte considerou que, embora os Estados Unidos fossem réus, o caso em questão não era uma controvérsia real; em vez disso, o estatuto foi criado apenas para testar a constitucionalidade de um determinado tipo de legislação. Assim, a decisão da Corte não seria nada mais do que uma opinião consultiva; portanto, o tribunal indeferiu a ação por não apresentar um "caso ou controvérsia".
Uma omissão significativa é que, embora a Cláusula 1 determine que o poder judiciário federal se estenda às "leis dos Estados Unidos", ela também não determina que se estenda às leis dos diversos estados ou de cada um deles. Por sua vez, a Lei Judiciária de 1789 e as medidas subsequentes nunca concederam à Suprema Corte dos EUA o poder de revisar as decisões das supremas cortes estaduais sobre questões puramente de lei estadual. Foi esse fato que tornou as supremas cortes estaduais os expositores finais da lei comum em seus respectivos estados. Eles eram livres para divergir dos precedentes ingleses e entre si na grande maioria das questões legais que nunca haviam sido incluídas na lei federal pela Constituição, e a Suprema Corte dos EUA não podia fazer nada, como acabou admitindo no caso Erie Railroad Co. v. Tompkins (1938). Por outro lado, outras federações de língua inglesa, como a Austrália e o Canadá, nunca adotaram a doutrina Erie, ou seja, seus tribunais superiores sempre tiveram poder plenário para impor uma lei comum nacional uniforme a todos os tribunais inferiores e nunca adotaram a forte distinção americana entre lei comum federal e estadual.

### Décima primeira emenda e imunidade soberana do estado
No caso Chisholm v. Georgia (1793), a Suprema Corte decidiu que o Artigo III, Seção 2, revogava a imunidade soberana dos Estados e autorizava os tribunais federais a julgar disputas entre cidadãos privados e Estados. Essa decisão foi anulada pela Décima Primeira Emenda, aprovada pelo Congresso em 4 de março de 1794, e ratificada pelos estados em 7 de fevereiro de 1795. Ela proíbe que os tribunais federais julguem "qualquer ação judicial ou de equidade, iniciada ou processada contra um dos Estados Unidos por cidadãos de outro Estado, ou por cidadãos ou súditos de qualquer Estado estrangeiro".

### Cláusula 2: Jurisdição original e de apelação
A Cláusula 2 da Seção 2 estabelece que a Suprema Corte tem jurisdição original em casos que afetem embaixadores, ministros e cônsules, e também nas controvérsias que estão sujeitas ao poder judiciário federal porque pelo menos um estado é parte; a Suprema Corte considerou que o último requisito é atendido se os Estados Unidos tiverem uma controvérsia com um estado. Em outros casos, a Suprema Corte tem apenas jurisdição de apelação, que pode ser regulamentada pelo Congresso. Entretanto, o Congresso não pode alterar a jurisdição original da Suprema Corte, como foi determinado em 1803 no caso Marbury v. Madison (a mesma decisão que estabeleceu o princípio da revisão judicial). Marbury sustentou que o Congresso não pode expandir nem restringir a jurisdição original da Suprema Corte. Entretanto, a jurisdição de apelação da Suprema Corte é diferente. A jurisdição de apelação da Suprema Corte é concedida "com as exceções e sob as regulamentações que o Congresso estabelecer".
Muitas vezes, um tribunal afirma um grau modesto de poder sobre um caso com o objetivo inicial de determinar se tem jurisdição e, portanto, a palavra "poder" não é necessariamente sinônimo da palavra "jurisdição".

### Revisão judicial
O poder do judiciário federal de revisar a constitucionalidade de uma lei ou tratado, ou de revisar uma regulamentação administrativa quanto à consistência com uma lei, um tratado ou a própria Constituição, é um poder implícito derivado em parte da Cláusula 2 da Seção 2.

Embora a Constituição não estabeleça expressamente que o judiciário federal tenha o poder de revisão judicial, muitos dos autores da Constituição consideraram esse poder como um poder apropriado para o judiciário federal. No Federalist No. 78, Alexander Hamilton escreveu,
A interpretação das leis é competência própria e peculiar dos tribunais. Uma constituição é, de fato, e deve ser considerada pelos juízes, como uma lei fundamental. Portanto, cabe a eles determinar seu significado, assim como o significado de qualquer ato específico proveniente do corpo legislativo. Se acontecer de haver uma variação irreconciliável entre os dois, o que tiver obrigação e validade superiores deve, é claro, ser preferido; ou, em outras palavras, a constituição deve ser preferida ao estatuto, a intenção do povo à intenção de seus agentes.
Hamilton prossegue para contrabalançar o tom dos "supremacistas judiciais", aqueles que exigem que tanto o Congresso quanto o Executivo sejam obrigados pela Constituição a executar todas as decisões judiciais, inclusive aquelas que, aos seus olhos ou aos do povo, violam os princípios americanos fundamentais:
Essa conclusão também não supõe, de forma alguma, uma superioridade do poder judiciário sobre o poder legislativo. Ela apenas supõe que o poder do povo é superior a ambos; e que, quando a vontade do legislativo, declarada em seus estatutos, se opõe à vontade do povo, declarada na Constituição, os juízes devem ser governados por esta última e não pela primeira. Eles devem regular suas decisões pelas leis fundamentais, e não por aquelas que não são fundamentais. Não tem peso algum dizer que os tribunais, sob o pretexto de uma repugnância, podem substituir as intenções constitucionais da legislatura por sua própria vontade. Isso poderia muito bem acontecer no caso de duas leis contraditórias, ou poderia muito bem acontecer em cada julgamento sobre uma única lei. Os tribunais devem declarar o sentido da lei; e se eles estiverem dispostos a exercer a vontade em vez do julgamento, a consequência seria igualmente a substituição de sua vontade pela do corpo legislativo. A observação, se provasse alguma coisa, provaria que não deveria haver juízes distintos daquele órgão.
O caso Marbury vs. Madison envolveu um conjunto de circunstâncias altamente partidárias. Embora as eleições para o Congresso tenham sido realizadas em novembro de 1800, os oficiais recém-eleitos só assumiram o poder em março. O Partido Federalista havia perdido as eleições. De acordo com o Presidente Thomas Jefferson, os federalistas "se retiraram para o judiciário como uma fortaleza". Nos quatro meses que se seguiram às eleições, o Congresso que estava saindo criou vários novos cargos de juiz, que foram preenchidos pelo Presidente John Adams. No entanto, na correria de última hora, o Secretário de Estado Federalista John Marshall se esqueceu de entregar 17 das comissões a seus respectivos nomeados. Quando James Madison assumiu o cargo de Secretário de Estado, várias comissões continuaram sem ser entregues. Apresentando suas reivindicações de acordo com a Lei Judiciária de 1789, os nomeados, incluindo William Marbury, solicitaram à Suprema Corte a emissão de um mandado de segurança, que na lei inglesa era usado para forçar funcionários públicos a cumprirem seus deveres ministeriais. Nesse caso, Madison seria obrigado a entregar as comissões.

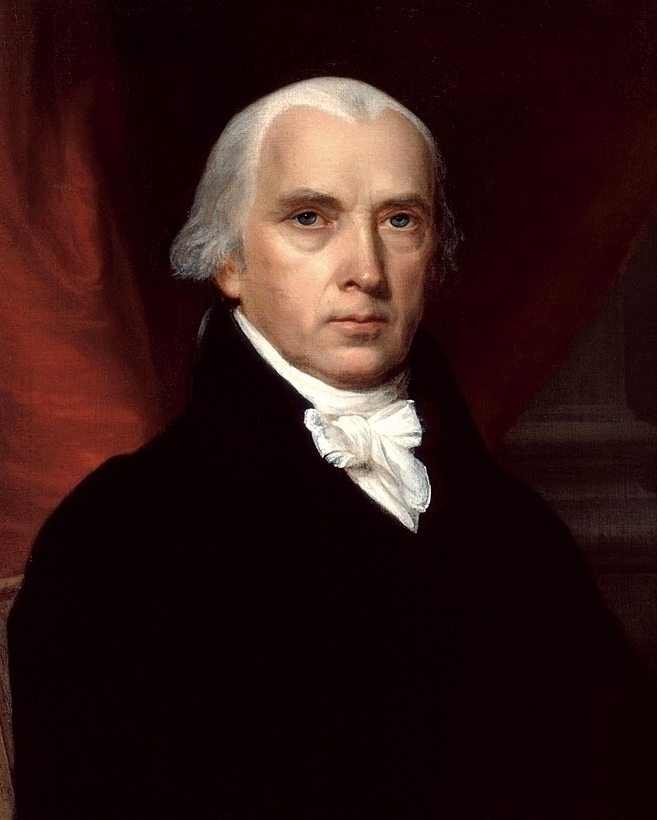
Secretário de Estado James Madison, que venceu o caso Marbury v. Madison, mas perdeu a revisão judicial.

Marbury apresentou um problema difícil para a corte, que na época era liderada pelo presidente da Suprema Corte John Marshall, a mesma pessoa que havia negligenciado a entrega das comissões quando era Secretário de Estado. Se a corte de Marshall ordenasse a James Madison que entregasse as comissões, Madison poderia ignorar a ordem, indicando assim a fraqueza da corte. Da mesma forma, se o tribunal negasse o pedido de William Marbury, o tribunal seria visto como fraco. Marshall considerou que o nomeado Marbury tinha, de fato, direito à sua comissão. Entretanto, o juiz Marshall argumentou que a Lei do Judiciário de 1789 era inconstitucional, pois pretendia conceder jurisdição original à Suprema Corte em casos que não envolvessem os Estados ou embaixadores. A decisão estabeleceu que as cortes federais poderiam exercer revisão judicial sobre as ações do Congresso ou do Poder Executivo.

No entanto, Alexander Hamilton, no Federalist No. 78, expressou a opinião de que os Tribunais detêm apenas o poder das palavras, e não o poder de obrigar os outros dois ramos do governo, dos quais a Suprema Corte é dependente. Em 1820, Thomas Jefferson expressou suas profundas reservas sobre a doutrina da revisão judicial:
O senhor parece (...) considerar os juízes como os árbitros finais de todas as questões constitucionais; uma doutrina muito perigosa, de fato, e que nos colocaria sob o despotismo de uma oligarquia. Nossos juízes são tão honestos quanto os outros homens, ou até mais. Eles têm, como os outros, as mesmas paixões por partidos, pelo poder e pelo privilégio de seu corpo... Seu poder [é] ainda mais perigoso porque eles têm cargo vitalício e não são responsáveis, como os outros funcionários, pelo controle eletivo. A Constituição não erigiu um tribunal único, sabendo que, a qualquer mão que fosse confiada, com as corrupções do tempo e do partido, seus membros se tornariam déspotas. Mais sabiamente, ela tornou todos os departamentos co-iguais e co-soberanos dentro de si mesmos.

### Cláusula 3: Julgamentos federais

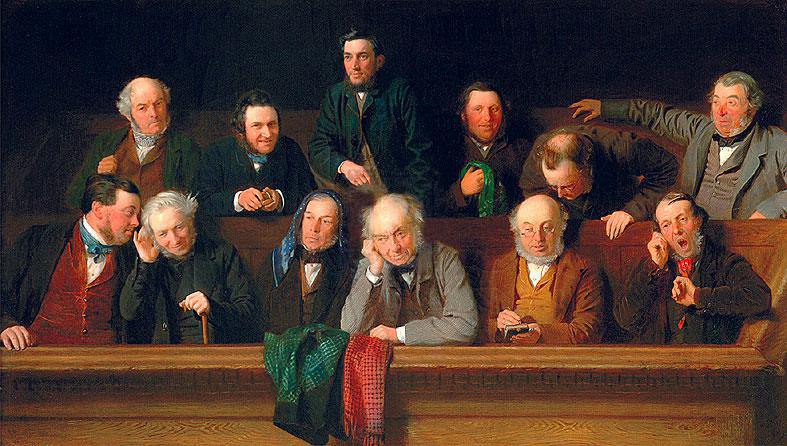
Uma pintura do século XIX de um júri

A cláusula 3 da Seção 2 estabelece que os crimes federais, exceto os casos de impeachment, devem ser julgados por um júri, a menos que o réu renuncie a esse direito. Além disso, o julgamento deve ser realizado no estado em que o crime foi cometido. Se o crime não tiver sido cometido em um estado específico, o julgamento será realizado em um local estabelecido pelo Congresso. O Senado dos Estados Unidos tem o poder exclusivo de julgar casos de impeachment.
Duas das Emendas Constitucionais que compõem a Declaração de Direitos contêm disposições relacionadas ao assunto. A Sexta Emenda enumera os direitos dos indivíduos que enfrentam processos criminais e a Sétima Emenda estabelece o direito de um indivíduo a um julgamento com júri em determinados casos civis. Ela também impede que os tribunais anulem as conclusões de um júri sobre os fatos. A Suprema Corte estendeu o direito a um júri na Sexta Emenda a indivíduos que enfrentam julgamento em tribunais estaduais por meio da Cláusula do Devido Processo da Décima Quarta Emenda, mas se recusou a fazer o mesmo com a Sétima.

## Seção 3: Traição

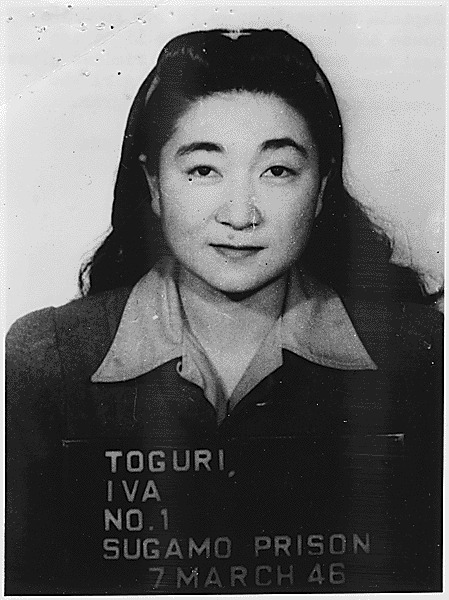
Iva Toguri (foto), conhecida como Tokyo Rose, e Tomoya Kawakita foram dois nipo-americanos julgados por traição após a Segunda Guerra Mundial.

A Seção 3 define traição e limita sua punição.
A traição contra os Estados Unidos consistirá apenas em fazer guerra contra eles ou em aderir a seus inimigos, dando-lhes ajuda e conforto. Nenhuma pessoa será condenada por traição, a não ser pelo depoimento de duas testemunhas do mesmo ato evidente ou por confissão em tribunal aberto. O Congresso terá o poder de declarar a punição da traição, mas nenhuma acusação de traição causará perda de direitos, exceto durante a vida da pessoa acusada.
A Constituição define traição como atos específicos, a saber, "fazer guerra contra [os Estados Unidos], ou aderir a seus inimigos, dando-lhes ajuda e conforto". Portanto, é mantido um contraste com a lei inglesa, segundo a qual crimes como conspirar para matar o rei ou "violar" a rainha eram puníveis como traição. Em Ex Parte Bollman (1807), a Suprema Corte decidiu que "deve haver uma reunião real de homens, com o propósito de traição, para constituir uma ação de guerra".

De acordo com a lei inglesa vigente durante a ratificação da Constituição dos EUA, havia várias espécies de traição. Dessas, a Constituição adotou apenas duas: fazer guerra e aderir a inimigos. Foram omitidas as espécies de traição que envolviam planejar a morte do rei, certos tipos de falsificação e a fornicação com mulheres da família real, do tipo que poderia colocar em dúvida a paternidade dos sucessores reais. James Wilson escreveu o rascunho original dessa seção e estava envolvido como advogado de defesa de alguns acusados de traição contra a causa Patriota. As duas formas de traição adotadas eram ambas derivadas da Lei de Traição inglesa de 1351. Joseph Story escreveu em seus Commentaries on the Constitution of the United States sobre os autores da Constituição que:
eles adotaram as próprias palavras do Estatuto da Traição de Eduardo III; e, assim, implicitamente, a fim de cortar de uma vez todas as chances de construções arbitrárias, eles reconheceram a interpretação bem estabelecida dessas frases na administração do direito penal, que tem prevalecido por séculos.
No Federalist No. 43, James Madison escreveu a respeito da Cláusula de Traição: 
Como a traição pode ser cometida contra os Estados Unidos, a autoridade dos Estados Unidos deve ser capaz de puni-la. Mas, como as traições artificiais e de novo tipo têm sido os grandes motores pelos quais as facções violentas, a prole natural de um governo livre, têm geralmente exercido sua malignidade alternada umas sobre as outras, a convenção, com grande discernimento, opôs uma barreira a esse perigo peculiar, inserindo uma definição constitucional do crime, fixando a prova necessária para a condenação e impedindo o Congresso, mesmo ao puni-lo, de estender as consequências da culpa para além da pessoa de seu autor.
Com base na citação acima, foi observado pelo advogado William J. Olson em um amicus curiae no caso Hedges v. Obama que a Cláusula de Traição era um dos poderes enumerados do governo federal. Ele também afirmou que, ao definir traição na Constituição dos EUA e colocá-la no Artigo Terceiro, "os fundadores pretendiam que o poder fosse controlado pelo judiciário, excluindo julgamentos por comissões militares". Como James Madison observou, a Cláusula de Traição também foi criada para limitar o poder do governo federal de punir seus cidadãos por 'aderirem aos inimigos [dos Estados Unidos], dando-lhes ajuda e conforto'".
A Seção 3 também exige o depoimento de duas testemunhas diferentes sobre o mesmo ato evidente, ou uma confissão do acusado em tribunal aberto, para condenar por traição. Essa regra foi derivada de outra lei inglesa, a Lei da Traição de 1695, que não exigia que ambas as testemunhas tivessem presenciado o mesmo ato evidente; essa exigência, apoiada por Benjamin Franklin, foi acrescentada ao projeto de Constituição por um voto de 8 estados contra 3.
Em Cramer v. Estados Unidos (1945), a Suprema Corte determinou que "cada ato, movimento, ação e palavra do réu acusado de constituir traição deve ser apoiado pelo depoimento de duas testemunhas". Em Haupt v. Estados Unidos (1947), no entanto, a Suprema Corte concluiu que não são necessárias duas testemunhas para provar a intenção, nem duas testemunhas para provar que um ato evidente é traição. As duas testemunhas, de acordo com a decisão, são necessárias para provar apenas que o ato ilícito ocorreu (testemunhas oculares e agentes federais que investigaram o crime, por exemplo). Os descendentes de alguém condenado por traição não poderiam, como acontecia na lei inglesa, ser considerados "contaminados" pela traição de seu antepassado.